# Taeniotes dentatus
Taeniotes dentatus är en skalbaggsart som beskrevs av Dillon 1941. Taeniotes dentatus ingår i släktet Taeniotes och familjen långhorningar. Inga underarter finns listade i Catalogue of Life.